# Regina Schleicher
Pour les articles homonymes, voir Schleicher.
Regina Schleicher née le 21 mars 1974 à Wurtzbourg, est une coureuse cycliste allemande. Elle a notamment été championne du monde sur route en 2005.

## Palmarès sur route

### Par années
- 1992
  - 4e étape du Tour de Thuringe
  - 5e du championnat du monde juniors sur route
- 1994
  -  Championne d'Allemagne sur route
  - 2e étape du Tour de Thuringe
  - 4e étape du Tour de Sicile
  - 2e du Tour de Francfort
  - 2e du Tour de Nuremberg
- 1995
  -  Championnats d'Europe de cyclisme sur route 1995
  - 2e étape du Gracia ČEZ-EDĚ
  - 2e du Tour de Nuremberg
- 1996
  - Stausee Rundfahrt - Klingnau
  - 5e du championnat d'Europe sur route espoirs
- 1998
  - 2e du Gran Premio della Liberazione
- 1999
  - 1re étape du Tour de Majorque
- 2000
  - Tour de Nuremberg
  - 1re étape de l'Emakumeen Bira
  - 2e du Tour du lac Majeur
- 2001
  - 2e étape du Tour de Toscane féminin-Mémorial Michela Fanini
  - 2e du Trophée International
  - 2e du GP Citta di Castenaso
  - 3e du Gran Premio della Liberazione
- 2002
  - 5e étape du Tour d'Italie
  - Gran Premio Castilla y León
  - Grand Prix de Plouay
  - 2e du GP Citta di Castenaso
  - 2e du Trofeo Alfredo Binda-Comune di Cittiglio
  - 2e du Tjejtrampet
  - 2e du Rotterdam Tour
  - 3e du championnat d'Allemagne sur route
  - 8e de la Flèche wallonne
- 2003
  - 4e, 5e, 6e et 7ea étapes du Tour d'Italie
  - 1re étape du Tour de Castille-et-León
  - Grand Prix Carnevale d'Europa
  - 1re et 4e étapes du GP Feminin du Canada
  - 2e du GP Citta di Castenaso
  - 2e du Tour de Bochum
  - 2e du Tour de Nuremberg
  - 2e de la Primavera Rosa
  - 4e de l'Amstel Gold Race
  - 4e du Rotterdam Tour
  - 7e du Gran Premio Castilla y León
  - 10e de la Geelong World Cup
  - 10e du Grand Prix de Plouay
- 2004
  - 1re étape du Tour de Castille-et-León
  - 4e étape du Tour du Grand Montréal
  - 3e étape du Tour du Trentin international féminin
  - 3e étape du Tour d'Italie
  - 3e étape du Holland Ladies Tour
  - 2e du championnat d'Allemagne sur route
  - 2e du Giro Frazioni
  - 4e de la Primavera Rosa
  - 10e du Grand Prix de Plouay
- 2005
  -  Championne du monde sur route
  -  Championne d'Allemagne sur route
  - Gran Premio della Liberazione
  - 2e et 3e étapes du Tour de Castille-et-León
  - 2e étape du Tour d'Italie
  - 1re, 2e et 3e étapes du Holland Ladies Tour
  - 2e de la Liberty Classic
  - 4e de la Primavera Rosa
- 2006
  - Trofeo Alfredo Binda-Comune di Cittiglio
  - Liberty Classic
  - 2e et 9e étapes du Tour d'Italie
  - Grand Prix Carnevale d'Europa
  - 1re et 4ea étapes du Holland Ladies Tour
  - Tour de Nuremberg
- 2007
  - Drentse 8 van Dwingeloo
  - 1re et 2e étapes du Tour du Grand Montréal
  - 2e étape du Tour de Thuringe
  - 6e étape du Holland Ladies Tour
  - 2eb étape du Tour de Toscane féminin-Mémorial Michela Fanini
  - 2e de la Liberty Classic
  - 3e du Grand Prix international de Dottignies
  - 3e du Tour de Nuremberg
  - 7e de la Geelong World Cup
- 2008
  - Gran Premio della Liberazione
  - 1re étape du Tour du Grand Montréal
  - 3eb étape de l'Emakumeen Bira
  - 1re étape du Tour du Trentin international féminin
  - 2e du Drentse 8 van Dwingeloo
  - 2e du GP Costa Etrusca / Castellina - Santa Luce
  - 5e de la Geelong World Cup
- 2009
  - 1re étape du Tour du Trentin-Haut-Adige-Tyrol-du-Sud
  - 2e du Drentse 8 van Dwingeloo
  - 3e du championnat d'Allemagne sur route

## Grand Tour

### Tour d'Italie
10 participations
- 2000: 60e
- 2001: 56e
- 2002: 15e et vainqueure de la 5e étape
- 2003: 57e , vainqueure des 4e, 5e, 6e et 7ea étapes et  vainqueure du classement par points
- 2004: 56e et vainqueure de la 3e étape
- 2005: Hors délais 7e étape et vainqueure de la 2e étape
- 2006: 50e et vainqueure des 2e et 9e étapes
- 2007: Abandon 8e étape
- 2008: 79e
- 2009: Abandon 9e étape

### Classements mondiaux
| Année          | 1998 | 1999 | 2000 | 2001 | 2002 | 2003 | 2004 | 2005 | 2006 | 2007 | 2008 | 2009 |
| Classement UCI | -    | -    | 137e | 23e  | 8e   | 8e   | 25e  | 7e   | 15e  | 20e  | 24e  | 57e  |
| Coupe du monde | -    | -    | -    | 17e  | 3e   | 2e   | 21e  | 39e  | 7e   | 9e   | -    | -    |

## Distinctions
- Cycliste allemande de l'année : 2005